# Ернст фон Изенбург-Гренцау
Ернст I фон Изенбург-Гренцау (на немски: Ernst I von Isenburg-Grenzau; * 1584; † 30 май 1664 в Брюксел) е последният граф на линията Изенбург-Гренцау, губернатор на Люксембург.
Той е вторият син на граф Салентин фон Изенбург IX (1532 – 1610), архиепископ и курфюрст на Кьолн (1567 – 1577), и съпругата му графиня Антония Вилхелмина фон Аренберг (1557 – 1626), дъщеря на граф Йохан фон Лин († 1568) и графиня Маргарета фон Аренберг († 1599). 
Ернст I и по-големият му брат Салетин VII (X, IX) започват военна кариера.
По-големият му брат Салетин VII (X, IX) е убит в Прага на 5 декември 1619 г.

## Фамилия
Ернст I се жени на 1 септември 1625 г. за принцеса Каролина Ернестина фон Аренберг (* 6 септември 1606; † 12 септември 1630), дъщеря на Шарл де Лин, княз д'Аренберг († 1616) и съпругата му Анна де Крой († 1635). Те нямат деца.
Ернст I се жени втори път през 1636 г. в дворец Фюрстенберг за принцеса Мария Анна фон Хоенцолерн-Хехинген (* 1614; † 7 март 1670 в Алби), дъщеря на имперския княз Йохан Георг фон Хоенцолерн-Хехинген († 1623) и съпругата му графиня и вилдграфиня Франциска фон Залм-Ньофвил († 1619). Те имат една дъщеря, която умира като бебе:
- Мария Анна (1627 – 1628)